# Запис Иванкина липа (Виљуша)
Запис Иванкина липа (Виљуша) се налази на парцели чији је власник Стовраг Иванка.

## Локација
| Општина             | Чачак                                                                       |
| Катастарска општина | Виљуша                                                                      |
| Потес               | Трсине                                                                      |
| Координате          | 43° 51′ 06″ С; 20° 24′ 30″ И / 43.851700000000001° С; 20.408200000000001° И |
| Надморска висина    | 257m                                                                        |

## Карактеристике
Дендрометријске вредности утврђене на терену и сателитским снимцима:
| Стабло                     | Липа |
| Висина стабла              | m    |
| Обим дебла                 | m    |
| Пречник крошње             | 4m   |
| Пречник дебла              | m    |
| Висина дебла до прве гране | m    |

## База записа
Запис је у оквиру Викимедија пројекта "Запис - Свето дрво" заведен под редним бројем 0799.